# Kohinggo
Kohinggo, früher Arundel Island, ist eine Insel des New-Georgia-Archipels in der Western-Provinz, Salomonen, unmittelbar östlich der Hauptinsel des Archipels, New Georgia.
Die 19 km lange und bis zu 8 km breite Insel ist durch schmale Meerengen von den Nachbarinseln Kolombangara (Norden), New Georgia (Osten) und Parara (Westen) getrennt.
Die größten Orte, Canaan und Rawake, liegen an der Ostküste, am Hathorn Sound gegenüber der Insel New Georgia. Im Süden verengt sich der Hathorn Sound zur Noro Passage, wo die Inseln nur noch 80 Meter auseinander liegen.
Im südlichen Teil der Insel erreicht der Round Hill eine Höhe von 76 Metern.